# Amadís de Grecia
Amadís de Grecia es un libro de caballerías español, noveno de la serie iniciada por el Amadís de Gaula. Su autor fue Feliciano de Silva (fallecido en 1554), el escritor favorito de Alonso Quijano, protagonista de Don Quijote de la Mancha. Es continuación del libro séptimo, Lisuarte de Grecia, obra del mismo Feliciano de Silva, publicada por primera vez en Sevilla en 1514, y no del octavo, publicado en 1526 por Juan Díaz con el mismo título de Lisuarte de Grecia.

## Ediciones
Amadís de Grecia fue publicado por primera vez en Cuenca en 1530 por el impresor Cristóbal Francés, con el título de Nono libro de Amadís de Gaula, que es la crónica del muy valiente y esforzado príncipe y Caballero de la Ardiente Espada Amadís de Grecia, hijo de Lisuarte de Grecia, emperador de Constantinopla y de Trapisonda y rey de Rodas, que trata de sus grandes hechos en armas y extraños amores. El colofón lleva fecha de 8 de enero de 1530 e indica que la impresión se hizo a costa de Atanasio de Salcedo, mercader de libros, vecino de Alcalá de Henares.
La obra, que estaba dividida en dos partes, tuvo una considerable popularidad, ya que fue reimpresa en Burgos (1535), Sevilla (1542 y 1549), Medina del Campo (1564), Valencia (1582) y Lisboa (1596). Sin embargo, fue una de las obras condenadas al fuego en el escrutinio de la Biblioteca de Don Quijote, relatado en el capítulo VI de la primera parte de la famosa obra de Miguel de Cervantes Saavedra.
El Centro de Estudios Cervantinos de Alcalá de Henares publicó en 2004 una nueva edición de Amadís de Grecia, preparada por Ana Carmen Bueno Serrano y Carmen Laspuertas Sarvisé.

## Contenido de la obra
Los preliminares de la obra constan de un encabezamiento, una dedicatoria del autor a Diego de Mendoza, duque del Infantado y marqués de Santillana, un prólogo del sabio Alquife dirigido a Amadís de Gaula y una advertencia del corrector de la impresión al lector, en la cual se ataca de modo acre al Lisuarte de Grecia de Juan Díaz.
La obra se presenta como traducida de otra lengua (presumiblemente el griego, aunque no se especifica), en la cual la escribió originalmente el sabio Alquife, mago protector de Amadís de Grecia.
El Amadís de Grecia se divide en dos partes: la primera compuesta por 72 capítulos y la segunda por 134, y entre ellas está intercalado un Sueño del autor. La obra refiere las aventuras y hazañas del Caballero de la Ardiente de Espada, Amadís de Grecia, hijo de Lisuarte de Grecia y de la infanta Onoloria de Trapisonda, así como sus amores con la infanta Lucela de Sicilia y posteriormente con la princesa Niquea, hija del soldán de Niquea, con la cual contrae nupcias, después de que ella se convierte al cristianismo.

## Argumento
Pascual de Gayangos, en su Discurso preliminar sobre los libros de caballerías, sintetiza de este modo el argumento de la obra:

### Primera parte
"Empieza la historia tratando de un rey de la India, llamado Magaden, y de su hijo y heredero el príncipe Fulurtin, en cuya corte se cría el doncel de la Ardiente Espada, hijo de Lisuarte, llevado allí por los negros cosarios, que le robaron á su madre Onoloria. A la edad de diez años el doncel mata á un oso y á un león, y es poco después armado caballero por Magaden; mas viéndose precisado á dejar la corte, de resultas de un chisme que le levantó un cortesano envidioso, sale en busca de Urganda y de Alquife para preguntarles el secreto de su nacimiento. En el camino aporta á la isla de la Montaña Defendida, donde vence en singular combate á Frandalo el Fuerte, Frandalon y Beleriz, gigantes, libertando de la prisión á un rey de Jerusalén, que le habla en tudesco. Otro Frandalon, cíclope, hay en la historia, señor de la isla de Silanchia, con el cual el de la Ardiente Espada se combate, saliendo, como es natural, vencedor, y matando al gigante, todo por libertar á la reina Miraminia y á su hija la infanta Lucela. Prosiguiendo sus aventuras el buen doncel, se bate, sin conocerle, con su abuelo Esplandián, que pretendía tener derecho á la montaña Defendida, y más adelante llega á la isla de Argenes, en cuyo castillo su padre Lisuarte, Perion de Gaula, el emperador de Trapisonda y el príncipe Olorius de España estaban hacia años encantados por Zirfea, reina de aquella región. A esta sazón la giganta Mafaldea, hija del jayan de la Cíclada Mayor, se presenta en Fenusa, corte del buen rey Amadís de Gaula y de Bretaña, á pedir favor contra el gigante Mascarón. Amadís, abandonando como un calavera sus estados, sale en busca del traidor, pelea con él y con un cormano suyo, y está á punto de ser vencido por ellos dos, cuando la oportuna llegada del de la Ardiente Espada y de Gradamarte le sacan del gran peligro en que voluntariamente se había metido. Desde allí pasa á la isla Bermeja, y combatiéndose con Gadalfe, saca de la prisión á Galeote y á Madasima, su mujer, padres del gigante Balan. En Roma, Arquisil, marido de Leonoreta, y su hijo Dinarpio son muertos á traición por el duque de Bullon, el cual se hace coronar emperador, formando luego liga con el rey de Francia. Por su parte Amadís de Gaula, deseando vengar la muerte de su cuñado y sobrino (Leonoreta era hermana de Oriana), forma alianza ofensiva y defensiva con los reyes de Nápoles y de Sicilia, como también con don Brian de Monjaste, rey de España, quien le envía una poderosa hueste al mando del conde de Mérida, y además dos hijos suyos, Brimartes y Olorius, caballeros muy preciados y conocidos por todo el mundo. Unese á ellos el de la Ardiente Espada, que ya á la sazón se hacía llamar Amadís de Grecia, y en una gran batalla es derrotado el ejército contrario, muriendo el rey de Francia á manos del héroe. El rey de Sicilia, Norandel, es puesto en el trono vacante, y los franceses se unen á los españoles para hacer la guerra al de Roma y sus alemanes. En otra batalla junto á Maquenca (Mayence) el Emperador es vencido y muerto por Amadís. Concluye la primera parte, de las dos que tiene la historia, con una lamentación del bueno de Feliciano, tan enmarañada y oscura, y escrita en estilo tan anfibológico y altisonante, que con dificultad se entiende. Refiere en ella un sueño que tuvo, en que la dama de sus pensamientos se le aparece y le consuela, diciéndole que bien sabía que una de las causas por que había sacado tan al natural los amores de aquellos caballeros, Lisuarte, Perion y Amadís de Grecia, no era otra sino la experiencia de los que por su causa pasaba, y por último, le revela y declara que el resto de la historia lo hallará en una cueva que se llama los palacios de Hércules, metida en una caja de madera, en un lado de la pared, donde al tiempo de la destrucción de España fue escondida, para que no se perdiese la memoria de tan insignes hechos."

### Segunda parte
"Comienza la segunda parte de este libro algo menos monótona y fastidiosa que la primera, contando cómo el hijo de un soldan de Babilonia, llamado Zayr, se enamora en sueños de la infanta Onoloria, y llega á Trapisonda á requerirla de amores. Onoloria, según arriba queda dicho, era madre de Amadís de Grecia, y por consiguiente esposa de Lisuarte, quien no había tenido aun por conveniente declarar su desposorio, y así es que, tanto él como Perion continuaban en la corte de Trapisonda, haciendo el amor á sus respectivas infantas, de noche y por la reja. Urganda la Desconocida, que siempre fue amiga y favorecedora de Amadís y sus descendientes, temiéndose alguna traición por parte del enamorado Zayr, se presenta en la corte del Emperador, resuelta á declararle el casamiento de las dos infantas; mas Zirfea, reina de Argenes, otra maga muy sabidora, que desamaba mucho al Emperador y á todos los de su linaje, pidiéndole á Lisuarte su espada, se la pasa á Urganda por los pechos, y la deja encantada en una silla rodeada de fuego, á vista del real palacio. Zayr, continuando su demanda, logra que el Emperador le otorgue la mano de su hija, la cual, viéndose en tal aprieto, no tiene más remedio que revelar al padre el secreto de su casamiento. El Emperador, irritado, la manda prender, así como á Lisuarte, y los dos son juzgados y sentenciados á muerte, á no presentar dentro de un breve plazo dos caballeros que con las armas mantengan su inocencia contra los hermanos del rey de Egipto. A la hora crítica se presentan Fulurtin, hijo del rey Magaden, y un caballero desconocido (que después resulta ser la infanta Gradafilea), á hacer armas en favor de los acusados, y siendo sus contrarios vencidos, quedan Lisuarte y Onoloria libres de todo procedimiento. Durante este tiempo Amadís de Grecia andaba por Italia y Alemania enamorado de la infanta Lucela, hija del rey de Sicilia. Sospechando que don Brimartes, el hijo de don Brian de Monjaste, abrigaba los mismos amores, le sigue hasta medir sus fuerzas con él, si bien el rey de Bretaña y Gaula (Amadís) llega á tiempo de cortar su batalla y de hacerlos amigos, descubriéndose el uno al otro el secreto de sus amores. Niquea, princesa de Tébas, se enamora del caballero de la Ardiente Espada, y le escribe una carta, que hace efecto; mas á esta sazón Zirfea, la reina de Argenes, enemiga encarnizada del de Grecia, hace que Anastarax, el hermano de Niquea, se enamore de ella, y después los encanta á ambos dentro de una cámara de cristal, llamáda el paraíso de Niquea. Lisuarte, libertado, como hemos visto, por Gradafilea, llega á Constantinopla, y contando á su padre Esplandian el suceso de su prisión, este resuelve vengar el ultraje hecho á su nombre, para lo cual reúne todos los príncipes y reyes de su familia, con ánimo de marchar con ellos sobre Trapisonda. Seguía la infanta Omoloria en su prisión, donde parió secretamente una hija, que entregada por su doncella Brisa á un escudero viejo y codicioso, es por este llevada á Alejandría, y allí vendida al soldan de dicha región. Zayr se apodera por traición del Emperador y de toda su familia, y se los llevaba ya por la mar á sus estados, cuando sobreviniendo la flota de los griegos, que iba contra Trapisonda, es Zayr muerto por Lisuarte, y rescatado el Emperador y toda su familia; hechas las paces entre los dos emperadores, Lisuarte casa con Onoloria y Perion de Gaula con Gricileria. Abra, princesa de Babilonia y hermana de Zayr, aunque enamorada desde un principio de Lisuarte, le envía un desafío, como también lo hace Zahara, «reina de Cáucaso, señora de las altas cumbres de la tierra, y sojuzgadora de las grandes provincias sarmatas, corcas, hircanas y masagetas.» Llegan á la corte del emperador Esplandián, y verificase la batalla de este y de Zahara, la cual es vencida. A todo esto, Amadís de Grecia proseguia sus peregrinaciones por tierras incógnitas, deshaciendo encantamientos, matando gigantes y llevando á cabo las más extrañas aventuras; todo por amor de la infanta Lucela. Llega, por último, á Constantinopla, donde, por industria de Abra, desafía á su padre Lisuarte sin conocerle, peleando ambos á vista de la silla ó trono donde Urganda la Desconocida estaba, según hemos visto, encantada, con la buena espada de Esplandian metida por los pechos. Después de diez horas de combate, la espada de Amadís de Grecia salta en dos pedazos; Lisuarte, viéndole indefenso, avanza contra él, y Amadis, desesperado, arranca del pecho de Urganda la espada que allí tenía clavada, con lo cual el encantamiento queda deshecho y el padre y el hijo se reconocen mutuamente, con gran satisfacción y alegría de todos los circunstantes. Poco después padre é hijo, víctimas de una traición, son presos por unos jayanes y libertados por la reina Zahara. Zirfea, reina de Argenes, viendo que todo su poder era en vano, hace las paces con Urganda y con su marido, el sábio Alquife, y juntos labran el palacio del Universo, después de haberido á visitar la gloria de Niquea, ó cámara de cristal donde esta princesa y su hermano Anastarax continuaban aun encantados; mas por mano de Amadis de Gaula, quien en una reñida batalla vence y mata á Montón de la Liza, guardián de los príncipes, queda deshecho aquel terrible encantamiento, y convertido el paraíso de Niquea en infierno de Anastarax. Niquea, prendada del de Grecia, le envía una carta con su enano Busendo, requiriéndole de amores, y el galante caballero, á pesar de su pasión constante por Lucela, se deja seducir por las gracias de la infanta. Disfrazado de doncella, hace que unos mercaderes le vendan al Soldan bajo el nombre encubierto de Nereida; penetra así en el aposento de Niquea y se da á conocer de ella. En esto un rey de Tracia, enamorado también de esta princesa por la sola vista de su retrato, se presenta en la corte del Soldan, y con ayuda de un mágico, llamado Estivel de las Artes, toma la figura de Amadis de Grecia, y se introduce en su cámara de noche; mas descubierto el enredo por el verdadero amante, le acusa y desafía ante el Soldán, y siempre bajo el nombre supuesto de Nereida, le vence y le mata. Muere á poco el honrado emperador de Trapisonda, padre de Onoloria, la cual, con la noticia que le traen unos mercaderes de que su hijo Amadís de Grecia ha sido muerto en Niquea por la doncella Nereida, espira poco después, de puro dolor y sentimiento, al paso que Lucela se mete monja en el convento de Miraflores. Abra, al frente de un poderoso ejército, pone sitio á Trapisonda; acuden en defensa de la ciudad la emperatriz Axiana, Lisuarte y la doncella Nereida (Amadís), siendo aquella reina vencida, si bien al poco tiempo hace las paces con Lisuarte, ya viudo, y casa con él. Andando Amadís por la mar, se encuentra con una flota, en que iba la reina Zahara, deseosa de vengar su muerte; descúbrele sus amores con Niquea, y por industria suya logra robarla de su palacio y llevarla á su galera. Llega en tanto á oídos de Lucela la deslealtad de su amante, á quien creía muerto, y le escribe una carta de quejas, á la cual el galán contesta disculpándose y haciendo mil protestas. Urganda y Zirfea meten en el palacio del Universo á Amadís de Grecia con su padre Lisuarte, su abuelo Esplandian, su bisabuelo Amadís de Gaula, y toda su parentela, y los dejan allí encantados hasta que, andando el tiempo, hayan de ser libertados por don Florisel, hijo de Amadís y de la infanta Niquea. No termina aquí esta larguísima historia, sino que introduciendo el autor á Silvia y á Darinel, pastores de Alejandría, refiere en unos cuantos capítulos cómo don Florisel se hizo también pastor por seguir á Silvia, de quien estaba enamorado, y resulta ser más tarde la hija de Lisuarte y de Onoloria, vendida en Alejandría por el infiel escudero á quien su madre la había confiado, y por consiguiente, hermana de Amadis de Grecia."

## Continuaciones
La acción del Amadís de Grecia fue continuada por el propio Silva en su Florisel de Niquea (Valladolid, 1532), el décimo libro amadisiano, donde se cuentan los lances caballerescos y amores del hijo primogénito de Amadís de Grecia y la princesa Niquea.
Mambrino Roseo escribió en italiano otra continuación, que se publicó en 1564 con el título de La tercera parte de Amadís de Grecia, cuya acción se intercala entre la del Amadís de Grecia y la del Florisel. y que relata nuevas aventuras de Amadís de Grecia, Vallados de Bonamar (hijo de Bruneo de Bonamar y de Melicia, hermana de Amadís de Gaula), Frandalo el fuerte y otros caballeros.

## Traducciones
Amadís de Grecia fue traducido al francés, pero las dos partes de la obra se publicaron como dos libros diferentes, que aparecieron por primera vez en 1546 y 1548;, como libros VII y VIII del ciclo amadisiano francés.
La obra fue traducida al italiano y publicada en Venecia en 1550.
En alemán, el Amadís de Grecia fue traducido a partir de la versión francesa y apareció en 1573 como dos obras separadas, que constituyen los libros VII y VIII del llamado ciclo de Amadís de Francia. También aparecieron en neerlandés en 1592 y 1593.
En inglés se publicó como una sola obra en 1693.